# Шпицер
За чланак о дворцу у Беочину, погледајте чланак дворац Шпицер.
Шпицер (лат. Abramis ballerus) је слатководна риба, из фамилије Cyprinidae, заступљена у водама широм Европе. 
- Латински назив: Abramis ballerus

- Локални називи: шпицер, кесига, шпиц

- Макс. дужина: до 30 cm.

- Макс. тежина: до 600 .

- Време мреста: од априла до јуна.

## Опис и грађа
Шпицер, је изгледом врло слична деверики, али код ње су уста су терминална и коса, по чему се разликује од осталих врста из рода Abramis. Тело јој је издуженије него код деверике, а прсна пераја досежу до трбушних. Подрепна пераја су јој релативно дуга, и у њој има 35 до 44 меканих жбица. Крљушт је ситна, и у бочној прузи има их више од 65. Шкргних шипћица (бранхиоспина) на првом шкргном луку има просечно од 54 - 55. 

## Навике, станиште, распрострањеност
Шпицер обитава у великим језерима, природним и вештачким, али је има и у води као што су баре и ископи, а може се наћи и у мирнијим деловима текућих вода уз деверике. Борави на дну у близини воденог растиња јер се храни фауном са дна. Престаје се хранити током зиме и зимује у већим воденим површинама. Ова врста не спада међу угрожене врсте слатководне рибе.
Распрострањена је у водама Европе на истоку до Рајне. 
У Србији насељава воде дунавског слива. Просечна дужина јој је 30 cm, ређе до 45 cm, а тежина до 600 .

## Размножавање
Шпицер се мрести у пролеће од априла до јуна. Икра је љепљива. Плодност женке износи 42.000 - 254.000 јаја. 12 до 13 дана након оплодње долази до пуцања јајне опне. Полну зрелост достиже од 4 - 5. године, при дужини од 18 - 20 cm.